# Peccot Lectures
A Peccot Lecture (em francês:  Cours Peccot) é um curso de matemática de um semestre ministrado no Collège de France. Cada curso é ministrado por um matemático com menos de 30 anos de idade que se destaca pelo seu trabalho promissor. O curso consiste em uma série de conferências durante as quais o laureado expõe seus trabalhos de pesquisa recentes.
Ser conferencista Peccot é uma distinção que muitas vezes antevê uma carreira científica excepcional. Vários futuros recipientes da Medalha Fields, Prêmio Abel, membros da Académie des Sciences e professores do Collège de France estão entre os laureados. Alguns dos recipientes mais ilustres incluem Émile Borel e os medalhistas Fields Laurent Schwartz, Jean-Pierre Serre e Alain Connes.
Algumas palestras Peccot podem receber adicionalmente - excepcionalmente e irregularmente - o prêmio Peccot ou o prêmio Peccot-Vimont.

## História

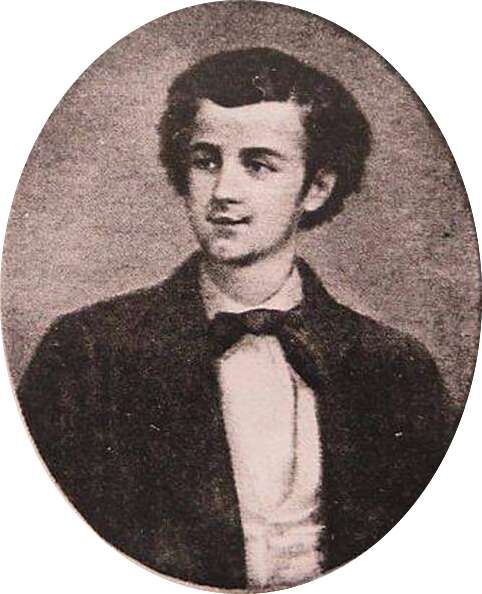
Claude-Antoine Peccot.

As palestras Peccot estão entre as várias manifestações organizadas no Collège de France que são financiadas e administradas por legados da família de Claude-Antoine Peccot, um jovem matemático que morreu aos 20 anos de idade. Várias doações sucessivas à fundação (em 1886, 1894 e 1897) por Julie Anne Antoinette Peccot e Claudine Henriette Marguerite Lafond (viúva Vimont) - respectivamente a mãe e a madrinha de Claude-Antoine Peccot - permitiram criar estipêndio anual, seguido por nomeações anuais de palestras, concedidas a matemáticos com idade inferior a 30 anos, que se mostraram promissores. Desde 1918 as palestras Peccot foram ampliadas para dois ou três matemáticos a cada ano.

## Laureados

### Laureados da Peccot lecture (e prêmio) que subsequentemente receberam a Medalha Fields
- Laurent Schwartz: Peccot lecture and prize 1945–1946, Fields medal 1950
- Jean-Pierre Serre: Peccot lecture and prize 1954–1955, Fields medal 1954
- Alexandre Grothendieck: Peccot lecture 1957–1958, Fields medal 1966
- Pierre Deligne: Peccot lecture 1971–1972, Fields medal 1978
- Alain Connes: Peccot lecture and prize 1975–76, Fields medal 1982
- Pierre-Louis Lions: Peccot lecture 1983–1984, Fields medal 1994
- Jean-Christophe Yoccoz: Peccot lecture 1987–1988, Fields medal 1994
- Laurent Lafforgue: Peccot lecture and prize 1995–1996, Fields medal 2002
- Wendelin Werner: Peccot lecture 1998–1999, Fields medal 2006
- Cédric Villani: Peccot lecture and prize 2002–2003, Fields medal 2010
- Artur Avila: Peccot lecture 2004–2005, Fields medal 2014
- Alessio Figalli: Peccot lecture 2011–2012, Fields medal 2018
- Peter Scholze: Peccot lecture 2012–2013, Fields medal 2018

### Peccot lectures
| Ano       | Nome                         | Título da palestra |
| --------- | ---------------------------- | --- |
| 1899–1902 | Émile Borel                  | Three years in a row: Étude des fonctions entières, Étude des séries à termes positifs et des intégrales définies à éléments positifs, Étude des fonctions méromorphes |
| 1902–1903 | Henri Lebesgue               | Définition de l’intégrale |
| 1903–1904 | René-Louis Baire             | Leçons sur les fonctions discontinues |
| 1904–1905 | Henri Lebesgue               | Séries trigonométriques |
| 1905–1906 | Guillaume Servant            | Sur la déformation des surfaces et sur quelques problèmes qui s’y rattachent                                                                                           |
| 1906–1907 | Pierre Boutroux              | Quelques points de la théorie des équations différentielles |
| 1907–1908 | Pierre Boutroux              | Sur l’inversion des fonctions entières |
| 1908–1909 | Ludovic Zoretti              | Les points singuliers des fonctions analytiques |
| 1909–1910 | Émile Traynard               | Étude des fonctions abéliennes, principales propriétés des surfaces hyperelliptiques                                                                                   |
| 1910–1911 | Louis Rémy                   | Théorie des intégrales doubles et des intégrales de différentielles totales attachées aux surfaces algébriques                                                         |
| 1911–1912 | Jean Chazy                   | Leçons sur les équations différentielles à points critiques fixes |
| 1911–1912 | Albert Châtelet              | Théorie des modules de points |
| 1912–1913 | Arnaud Denjoy                | Théorie des fonctions entières canoniques d’ordre infini |
| 1913–1914 | Maurice Gevrey               | Équations aux dérivées partielles du type parabolique, des problèmes aux limites et de la nature des solutions                                                         |
| 1913–1914 | René Garnier                 | Équations différentielles dont les intégrales ont leurs points critiques fixes et le problème de Riemann pour les équations linéaires                                  |
| 1914–1915 | René Garnier                 | Systèmes différentiels dont les intégrales ont leurs points critiques fixes                                                                                            |
| 1917–1918 | Gaston Julia                 | Théorie des nombres |
| 1918–1919 | Georges Giraud               | Sur les fonctions automorphes d’un nombre quelconque de variables |
| 1918–1919 | Paul Lévy                    | Sur les fonctions de lignes et les équations aux dérivées fonctionnelles                                                                                               |
| 1919–1920 | Léon Brillouin               | Théorie des solides et des liquides en liaison avec la théorie du corps noir                                                                                           |
| 1919–1920 | Gaston Julia                 | Études des points singuliers essentiels isolés des fonctions uniformes                                                                                                 |
| 1920–1921 | Maurice Janet                | Théorie générale des systèmes d’équations aux dérivées partielles |
| 1921–1922 | René Thiry                   | |
| 1922–1923 | Torsten Carleman             | Les fonctions quasi analytiques |
| 1922–1923 | Robert Deltheil              | Notions de probabilité élémentaire, les probabilités continues envisagées au point de vue fonctionnel ; questions de maximum et de minimum                             |
| 1923–1924 | René Lagrance                | Sur le calcul différentiel absolu |
| 1924–1925 | Marcel Légaut                | Étude géométrique des systèmes de points dans un plan, application à la théorie des courbes gauches algébriques                                                        |
| 1925–1926 | Henri Milloux                | Sur le théorème d'Émile Picard |
| 1927–1928 | Joseph Kampé de Fériet       | Sur quelques applications des fonctions modulaires à la théorie des fonctions analytiques                                                                              |
| 1927–1928 | Yves Rocard                  | Progrès récents de la théorie cinétique des gaz et applications |
| 1928–1929 | Szolem Mandelbrojt           | Quelques recherches modernes dans la théorie des fonctions analytiques                                                                                                 |
| 1929–1930 | Jean Favard                  | |
| 1930–1931 | Wladimir Bernstein           | Résultats acquis sur la distribution des singularités des séries de Dirichlet                                                                                          |
| 1931–1932 | Jean Delsarte                | Les groupes de transformations linéaires dans l’espace de Hilbert |
| 1932–1933 | Henri Cartan                 | Sur quelques problèmes de la théorie des fonctions analytiques de plusieurs variables complexes                                                                        |
| 1932–1933 | André Weil                   | Arithmétique sur les variétés algébriques |
| 1933–1934 | Jean Dieudonné               | Recherches modernes sur les zéros des polynômes |
| 1933–1934 | Paul Dubreil                 | Quelques propriétés générales des variétés algébriques |
| 1934–1935 | René de Possel               | Sur certaines théories de la mesure et de l’intégrale |
| 1934–1935 | Jean Leray                   | Équations fonctionnelles, théorie générale et applications |
| 1935–1936 | Marie-Louise Dubreil-Jacotin | Les ondes de type permanent à deux dimensions dans les fluides incompressibles                                                                                         |
| 1936–1937 | Georges Bourion              | Série de Taylor à structure lacunaire |
| 1936–1937 | Jean-Louis Destouches        | Mécanique des systèmes: théorie ondulatoire relativiste |
| 1937–1938 | Jacques Solomon              | Problèmes récents de la théorie des quanta : neutrons, neutrinos et photons                                                                                            |
| 1937–1938 | Claude Chevalley             | Théorie des corps et systèmes hypercomplexes |
| 1938–1939 | Frédéric Marty               | La théorie des hypergroupes et ses applications récentes |
| 1940–1941 | Claude Chabauty              | Équations diophantiennes |
| 1941–1942 | Gérard Pétiau                | Études de quelques équations d’ondes corpusculaires |
| 1942–1943 | Marie-Antoinette Tonnelat    | Les théories unitaires de la lumière et de la gravitation |
| 1942–1943 | Jean Ville                   | La théorie de la corrélation, applications récentes |
| 1943–1944 | Jacques Dufresnoy            | Sur quelques points de la théorie des fonctions méromorphes |
| 1943–1944 | Hubert Delange               | Quelques applications d’un principe de la théorie du potentiel |
| 1944–1945 | André Lichnerowicz           | Sur l’intégration des équations d’Einstein |
| 1945–1946 | Jacqueline Ferrand           | Problèmes de frontière dans la représentation conforme |
| 1945–1946 | Laurent Schwartz             | Une extension de la dérivation et de la transformation de Fourier |
| 1946–1947 | Gustave Choquet              | Propriétés topologiques des fonctions, applications à la géométrie et à l’analyse                                                                                      |
| 1948–1949 | Roger Apéry                  | La géométrie algébrique et les idéaux |
| 1949–1950 | Jacques Deny                 | Problèmes de la théorie du potentiel |
| 1950–1951 | Jean-Louis Koszul            | La cohomologie des espaces fibrés différentiables |
| 1950–1951 | Evry Schatzman               | La structure interne des étoiles et des planètes |
| 1951–1952 | Roger Godement               | Fonctions sphériques et groupes de Lie semi–simples |
| 1951–1952 | Michel Hervé                 | Problèmes particuliers sur les fonctions de deux variables complexes, itération, fonctions automorphes                                                                 |
| 1952–1953 | Jean Combes                  | Fonctions analytiques sur une surface de Riemann |
| 1953–1954 | Yvonne Fourès-Bruhat         | Le problème de Cauchy pour les systèmes d’équations hyperboliques du second ordre non linéaires                                                                        |
| 1954–1955 | Jean-Pierre Serre            | Cohomologie et géométrie algébrique |
| 1955–1956 | Maurice Roseau               | Les fonctions pseudo-analytiques, application à la mécanique des fluides                                                                                               |
| 1955–1956 | Paul Malliavin               | Analyse harmonique d’un opérateur différentiel |
| 1956–1957 | Jean-Pierre Kahane           | Sur quelques problèmes d’analyse harmonique |
| 1957–1958 | Marcel Berger                | Espaces symétriques affines |
| 1957–1958 | Alexander Grothendieck       | Classes de Chern et théorème de Riemann-Roch pour les faisceaux algébriques cohérents                                                                                  |
| 1958–1959 | Jacques-Louis Lions          | Équations différentielles opérationnelles |
| 1958–1959 | Bernard Malgrange            | Sur les fonctions moyenne-périodiques de plusieurs variables |
| 1959–1960 | François Bruhat              | Distributions et représentations des groupes |
| 1960–1961 | Pierre Cartier               | Cohomologie galoisienne et diviseurs sur une variété algébrique |
| 1961–1962 | Jacques Neveu                | Théorie unifiée des processus de Markov sur un espace dénombrable d’états                                                                                              |
| 1962–1963 | Jean-Paul Benzécri           | Statistique et structure des langues naturelles, essai de synthèse mathématique                                                                                        |
| 1962–1963 | Philippe Nozières            | Application de la théorie des champs à l’étude des liquides de Fermi et de Bose au zéro absolu                                                                         |
| 1963–1964 | Paul-André Meyer             | Théorie des surmartingales |
| 1964–1965 | Pierre Gabriel               | Fondements de la topologie simpliciale |
| 1964–1965 | Marcel Froissart             | Théorème asymptotiques en théorie des particules élémentaires |
| 1965–1966 | Yvette Amice                 | Analyse p-adique |
| 1966–1967 | Jean Ginibre                 | Sur le problème de la limite thermodynamique en mécanique statistique                                                                                                  |
| 1966–1967 | Michel Demazure              | Algèbres de Lie filtrées |
| 1967–1968 | Uriel Frisch                 | Les fonctions parastochastiques |
| 1967–1968 | Pierre Grisvard              | Sur quelques types d’équations opérationnelles, applications à certains problèmes aux limites en équations aux dérivées partielles                                     |
| 1968–1969 | Michel Raynaud               | Variétés abéliennes sur un corps local |
| 1968–1969 | Claude Morlet                | Automorphismes et plongements de variétés |
| 1968–1969 | Yves Meyer                   | Nombres de Pisot et nombres de Salem en analyse harmonique |
| 1969–1970 | Roger Temam                  | Quelques nouvelles méthodes de résolution d’équations aux dérivées partielles linéaires et non linéaires                                                               |
| 1969–1970 | Gabriel Mokobodzki           | Quelques structures algébriques de la théorie du potentiel |
| 1970–1971 | Jean-Pierre Ferrier          | Application à l’analyse complexe du calcul symbolique de Waelbroeck |
| 1970–1971 | Hervé Jacquet                | Fonctions automorphes et produits eulériens |
| 1970–1971 | Gérard Schiffmann            | Théorie de Hecke d’après Jacquet-Langlands |
| 1971–1972 | Pierre Deligne               | Les immeubles des groupes de tresses généralisés |
| 1971–1972 | Louis Boutet de Monvel       | Problèmes aux limites pour les opérateurs pseudo-différentiels et étude de l’analyticité                                                                               |
| 1972–1973 | François Laudenbach          | Topologie de la dimension 3 : homotopie et isotopie |
| 1972–1973 | Jean-Michel Bony             | Hyperfonctions et équations aux dérivées partielles |
| 1973–1974 | Haïm Brézis                  | Les semi–groupes de contractions non linéaires |
| 1973–1974 | Michel Duflo                 | La formule de Plancherel pour les groupes de Lie résolubles exponentiels                                                                                               |
| 1973–1974 | Jean Zinn–Justin             | Étude des théories de jauge au moyen de méthodes fonctionnelles |
| 1974–1975 | Robert Roussarie             | Modèles locaux de formes différentielles et de champs de vecteurs |
| 1974–1975 | Jean-Marc Fontaine           | Groupes p-divisibles sur les corps locaux |
| 1974–1975 | André Neveu                  | Modèles duaux de résonances pour les interactions fortes |
| 1975–1976 | Alain Connes                 | Sur la classification des algèbres de von Neumann et de leurs automorphismes                                                                                           |
| 1975–1976 | Bernard Teissier             | Sur la géométrie des singularités analytiques |
| 1976–1977 | Luc Tartar                   | Problèmes d’homogénéisation dans les équations aux dérivées partielles                                                                                                 |
| 1976–1977 | Michel Waldschmidt           | Nombres transcendants et groupes algébriques |
| 1977–1978 | Jean Lannes                  | Formes quadratiques et variétés |
| 1977–1978 | Arnaud Beauville             | Surfaces de type général |
| 1978–1979 | Bernard Gaveau               | Problèmes non linéaires en analyse complexe |
| 1978–1979 | Grégory Choodnovsky          | Diophantine analysis problems in transcendence theory and applications                                                                                                 |
| 1979–1980 | Gilles Robert                | Unités elliptiques et séries d’Eisentein |
| 1980–1981 | Michel Talagrand             | Compacts de fonctions mesurables et applications |
| 1980–1981 | Gilles Pisier                | Séries de Fourier aléatoires, processus gaussiens et applications à l’analyse harmonique                                                                               |
| 1980–1981 | Christophe Soulé             | K–théorie et valeurs de fonctions zêta |
| 1981–1982 | Jean-Luc Brylinski           | Systèmes différentiels et groupes algébriques |
| 1981–1982 | Jean–Bernard Baillon         | Quelques applications de la géométrie des espaces de Banach à l’analyse fonctionnelle                                                                                  |
| 1982–1983 | Jean-Loup Waldspurger        | Valeurs de certaines fonctions L-automorphes en leur centre de symétrie                                                                                                |
| 1983–1984 | Pierre-Louis Lions           | Méthode de concentration-compacité en calcul des variations |
| 1983–1984 | Guy Henniart                 | Sur les conjectures de Langlands |
| 1983–1984 | Laurent Clozel               | Changement de base pour les formes automorphes sur le groupe linéaire                                                                                                  |
| 1984–1985 | Joseph Oesterlé              | Démonstration de la conjecture de Bieberbach d’après Louis de Branges                                                                                                  |
| 1985–1986 | Jean-Pierre Demailly         | Critères géométriques d’algébricité pour les variétés analytiques complexes                                                                                            |
| 1987–1988 | Jean-Lin Journé              | Opérateur d’intégrales singulières et applications |
| 1987–1988 | Jean-Claude Sikorav          | Questions de géométrie symplectique |
| 1988–1989 | Bernard Larrouturou          | Problèmes non linéaires en théorie de la combustion : modélisation, analyse et résolution numérique                                                                    |
| 1989–1990 | Jean-Benoît Bost             | Quelques propriétés du mouvement brownien et de ses points multiples, applications à l’analyse et à la physique                                                        |
| 1989–1990 | Jean-François Le Gall        | Quelques équations cinétiques et leurs limites fluides |
| 1989–1990 | Benoît Perthame              | Principe d’Oka et K–théorie des algèbres de Banach non commutatives |
| 1990–1991 | Claude Viterbo               | Systèmes hamiltoniens, topologie symplectique et fonctions génératrices                                                                                                |
| 1990–1991 | Olivier Mathieu              | Techniques de caractéristique finie appliquées aux représentations en caractéristique zéro                                                                             |
| 1991–1992 | Fabrice Bethuel              | EDP non linéaires en théorie des cristaux liquides et en géométrie |
| 1991–1992 | Noam Elkies                  | Elliptic surfaces and lattices |
| 1991–1992 | Claire Voisin                | Variations de structure de Hodge et cycles algébriques des hypersurfaces                                                                                               |
| 1992–1993 | François Golse               | Limites hydrodynamiques de modèles cinétiques |
| 1993–1994 | Ricardo Perez-Marco          | |
| 1993–1994 | Marc Rosso                   | Points fixes indifférents et difféomorphismes analytiques du cercle |
| 1994–1995 | Loïc Merel                   | L’arithmétique des jacobiennes de courbes modulaires |
| 1994–1995 | Eric Séré                    | Problèmes variationnels non compacts et systèmes hamiltoniens |
| 1995–1996 | Laurent Lafforgue            | Chtoucas de Drinfeld et conjecture de Ramanujan-Petersson |
| 1996–1997 | Christophe Breuil            | Cohomologie log-cristalline et cohomologie étale de torsion |
| 1996–1997 | Christine Lescop             | Autour de l’invariant de Casson |
| 1997–1998 | Andrei Moroianu              | Géométrie spinorielle et groupes d’holonomie |
| 1998–1999 | Philippe Michel              | Sur les zéros des fonctions L des formes modulaires, méthodes analytiques, exposants d’intersection                                                                    |
| 1998–1999 | Wendelin Werner              | Invariance conforme et mouvement brownien plan |
| 1999–2000 | Emmanuel Grenier             | Quelques problèmes de stabilité en mécanique des fluides |
| 1999–2000 | Raphaël Rouquier             | Catégories de représentations modulaires de groupes finis: approches géométriques                                                                                      |
| 2000–2001 | Vincent Lafforgue            | K–théorie bivariante pour les algèbres de Banach et conjecture de Baum–Connes, dynamique des homéomorphismes de surfaces                                               |
| 2000–2001 | Frédéric Le Roux             | Versions topologiques du théorème de la fleur de Leau et du théorème de la variété stable                                                                              |
| 2001–2002 | Denis Auroux                 | Techniques approximativement holomorphes et invariants des variétés symplectiques                                                                                      |
| 2001–2002 | Thierry Bodineau             | Quelques aspects mathématiques de la coexistence de phases |
| 2002–2003 | Franck Barthe                | Extensions du théorème de Brunn-Minkowski, conséquences géométriques et entropiques                                                                                    |
| 2002–2003 | Cédric Villani               | Propriétés qualitatives des solutions de l’équation de Boltzmann |
| 2003–2004 | Laurent Fargues              | Cohomologie des espaces de modules de groupes p-divisibles et correspondances de Langlands locales                                                                     |
| 2003–2004 | Laure Saint-Raymond          | Méthodes mathématiques pour l’étude des limites hydrodynamiques |
| 2004–2005 | Artur Avila                  | Dynamique des cocycles quasi périodiques et spectres de l’opérateur presque-Mathieu                                                                                    |
| 2004–2005 | Stefaan Vaes                 | Coactions de groupes quantiques et facteurs de type III |
| 2005–2006 | Laurent Berger               | Représentations galoisiennes et analyse p-adique |
| 2005–2006 | Emmanuel Breuillard          | Propriétés qualitatives des groupes discrets |
| 2006–2007 | Erwan Rousseau               | Hyperbolicité des variétés complexes |
| 2006–2007 | Jérémie Szeftel              | Problèmes mathématiques autour de la conjecture de courbure L2 pour les équations d’Einstein                                                                           |
| 2007–2008 | Karine Beauchard             | Contrôle d’équations de Schrödinger |
| 2007–2008 | Gaëtan Chenevier             | Variétés de Hecke des groupes unitaires et représentations galoisiennes                                                                                                |
| 2008–2009 | Joseph Ayoub                 | Motifs, réalisations et groupes de Galois motiviques |
| 2008–2009 | Julien Dubedat               | Systèmes invariants conformes: chemins et champs |
| 2009–2010 | Antoine Touzé                | Invariants, cohomologie et représentations fonctorielles des groupes algébriques                                                                                       |
| 2010–2011 | Sylvain Arlot                | Sélection de modèles et sélection d’estimateurs pour l’apprentissage statistique                                                                                       |
| 2010–2011 | Anne–Laure Dalibard          | Quelques problèmes de couches limites en mécanique des fluides |
| 2011–2012 | Alessio Figalli              | Stabilité dans les inégalités fonctionnelles, transport optimal et EDP                                                                                                 |
| 2011–2012 | Vincent Pilloni              | Variété de Hecke et cohomologie cohérente |
| 2012–2013 | Valentin Feray               | Approche duale des représentations du groupe symétrique |
| 2012–2013 | Christophe Garban            | Autour de la percolation presque-critique et de l’arbre couvrant minimal dans le plan                                                                                  |
| 2012–2013 | Peter Scholze                | A p-adic analogue of Riemann’s classification of complex abelian varieties                                                                                             |
| 2013–2014 | François Charles             | Quelques progrès récents sur la géométrie arithmétique des surfaces |
| 2013–2014 | Nicolas Rougerie             | Théorèmes de de Finetti, limites de champ moyen et condensation de Bose–Einstein                                                                                       |
| 2014–2015 | Hugo Duminil-Copin           | Geometric representations of low dimensional spin systems |
| 2014–2015 | Gabriel Dospinescu           | Autour de la correspondance de Langlands locale p-adique pour {\displaystyle \mathrm {GL} _{2}({\mathbf {Q} }_{p})}                                                    |
| 2015–2016 | Nicolas Curien               | Épluchage des cartes planaires aléatoires |
| 2016–2017 | Marco Robalo                 | Géométrie algébrique dérivée et les invariants de Gromov-Witten |
| 2016–2017 | Raphael Beuzart-Plessis      | Factorisations de périodes et formules de Plancherel |
| 2016–2017 | Olivier Taïbi                | Motifs sur Q de conducteur 1 du point de vue automorphe |
| 2017–2018 | Yannick Bonthonneau          | Analyse microlocale semi–classique sur des variétés à pointes |
| 2017–2018 | Camille Horbez               | Géométrie asymptotique du groupe des automorphismes extérieurs d'un groupe libre                                                                                       |
| 2018–2019 | Jacek Jendrej                | Théorème du seuil et bulles en interaction pour l'équation wave maps critique                                                                                          |
| 2019–2020 | Najib Idrissi                | Homotopie réelle des espaces de configuration |
| 2019–2020 | Thomas Leblé                 | Aspects microscopiques des systèmes à interaction logarithmique |
| 2019–2020 | Irène Waldspurger            | Optimisation non convexe pour la reconstruction de matrices de rang faible                                                                                             |
| 2020–2021 | Antoine Song                 | Sur l'existence de points critiques de l'aire et du volume |
| 2020–2021 | Emmanuel Lecouturier         | L'idéal d'Eisenstein de Mazur |